# Bataillon d'intervention rapide (Cameroun)
Cet article possède des paronymes, voir Rapid Action Battalion et Brigade d'intervention rapide.
Pour les articles homonymes, voir Bataillon d'intervention rapide et BIR.
Le bataillon d'intervention rapide ou BIR (en anglais : Rapid Intervention Battalion), nommé bataillon léger d’intervention (BLI) de sa création en 2000 jusqu'en 2001, est une unité d'élite, comptant actuellement environ 5 000 hommes, considérée comme la force la mieux équipée et entraînée du Cameroun.

## Histoire

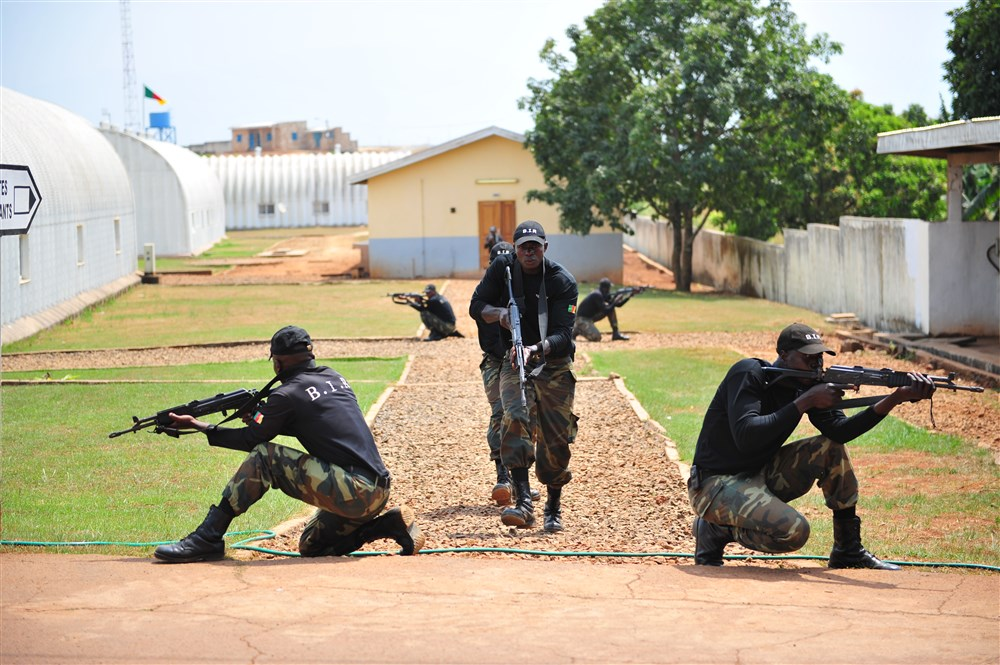
Soldats du 3e bataillon en 2013.

Le BIR est entraîné et contrôlé depuis sa création par d'anciens officiers .
Après la tentative de coup d’État de 1984, le président camerounais, Paul Biya recrute Abraham Avi Sirvan, un colonel retraité de l’armée et ancien  à l’ambassade d’Israël à Yaoundé pour former les soldats de la garde présidentielle (GP), créée après la dissolution de la garde républicaine. Puis, après la mise en place réussie de la GP, le colonel Sivan, qui a statut de conseiller contractuel à la présidence camerounaise, forme le bataillon léger d’infanterie (BLI) en 1999, chargé de combattre le grand banditisme et de surveiller les frontières,. Après la mort d'Abraham Avi Sirvan dans un accident d’hélicoptère le 22 novembre 2010, Mayer Herez, un général à la retraite de l’armée israélienne, lui succède.
Le recrutement du BIR est centralisé à la présidence de la république, contrairement à celui au reste de l'armée, y compris les forces spéciales. Le niveau d'équipement du BIR est très élevé par rapport à celui de l'armée régulière.

### Polémique autour du train de vie des instructeurs israéliens
Sergio Tore est accusé par une enquête kenyanne, et reprise par la presse de mener grand train par un investissement immobilier en Californie et d'être derrière une entreprise qui a gagné le contrat de sécurisation du Port Autonome de Douala,. Le mode de règlement direct à partir des recettes pétrolières est aussi indexé.

## Structure
Leur budget ne figurerait pas dans le budget du ministère de la défense et son montant est inconnu. Il serait financé par la société nationale des hydrocarbures (SNH).
Le BIR a son propre drapeau, marqué du sceau du lion.
Le quartier général du BIR à Yaoundé est surnommé Bastos, du nom du quartier où il se trouve.
En 2001 et 2008, il y a trois bataillons d'intervention rapide, un par région militaire interarmes. Chaque bataillon serait alors constitué d'une unité d'intervention de 145 hommes, d'une section de commandement et de soutien spéciaux de 37 hommes, d'une unité spéciale d'intervention de 37 hommes, d'un groupe de commandement et de soutien de 97 hommes et d'un groupe d'intervention léger de hommes.

## Déploiement et missions
Le BIR se déploie sur 5 plans : 
1. la sécurisation de la presqu’île de Bakassi
2. la lutte contre les coupeurs de route et Boko Haram
3. une présence de chaque région militaire
4. la sécurité présidentielle
5. la lutte contre les groupes séparatistes

Les missions du BIR se sont largement étendues depuis sa création. Forts de plusieurs milliers d'hommes, d'un matériel de guerre polyvalent (terre, mer et air) et d'un entrainement adéquat, les éléments du BIR occupent à ce jour un rôle de premier plan dans la défense du territoire.

### Bakassi
À Bakassi, depuis 2009, c'est le BIR dit Delta (pour opération delta), un groupement du BIR, qui assure la sécurité et la protection maritime du territoire contre les actes de piraterie, rançonnage et sabotage de tous ordres sur le long des côtes camerounaises. Le BIR Delta dispose des chaloupes et embarcations rapides, des systèmes radars, des hélicoptères et d'un bateau-hôtel (Rio Del Rey). Il bénéficie également du soutien de l'armée de l'air qui surveille la zone avec deux avions. Les Forces Marines Commando, les nageurs de Combat de la Marine Nationale et le Bataillon Spécial Amphibie assistent le BIR dans cette tâche. Le BIR Delta suscite à la fois crainte et fascination des populations[réf. nécessaire].

### Insurrection de Boko Haram

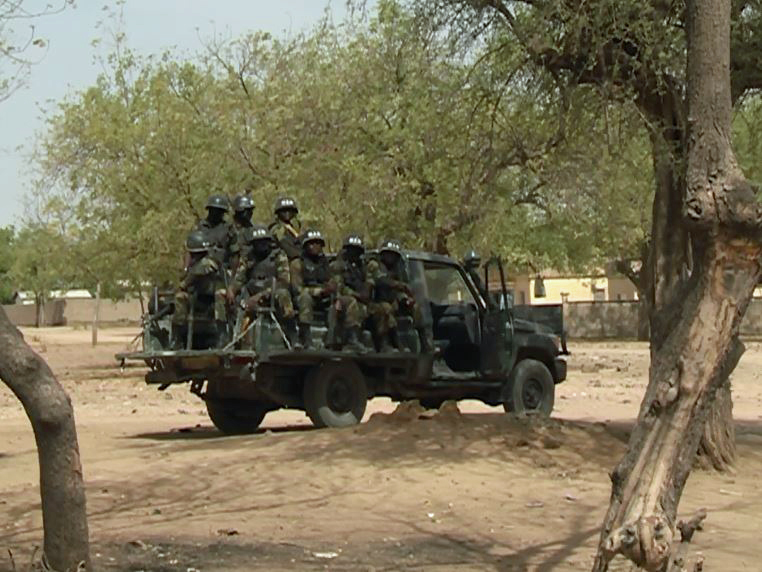
Des combattants du BIR à Maroua.

En mai 2014, en réaction à une situation catastrophique face à Boko Haram, un nouvel état-major qui met en place le commandement opérationnel pour le nord du pays est nommé et le BIR est envoyé en renfort aux côtés des unités classiques. Aujourd’hui, c'est avant tout le BIR qui est en première ligne dans l'extrême-nord contre Boko Haram. Il est appuyé par 300 militaires américains qui désignent avec leurs drones les objectifs à neutraliser.
L’armée camerounaise a divisé la ligne de feu en deux zones. La zone sud est tenue par les hommes du BIR : c’est le théâtre de l’opération Alpha, commandée en 2017 par Joseph Nouma. La zone nord, théâtre de l’opération Emergence 4, rassemble, outre le BIR, divers corps de l’armée, bataillons d’infanterie mobile, bataillons de fusiliers, bataillons d’artillerie. Le commandement est unique. En juillet 2017, le colonel Dourai, membre du BLI/BIR depuis 1999, est nommé à la tête des 2 500 soldats de l'opération Alpha.
Le quartier général du Bataillon d’intervention rapide (BIR) dans cette région est à Salak. Le BIR a également une base importante à Kolofata.
Des unités du BIR sont régulièrement accusées de violer les droits de l'homme dans le cadre de la lutte contre le groupe djihadiste.

### Crise anglophone au Cameroun

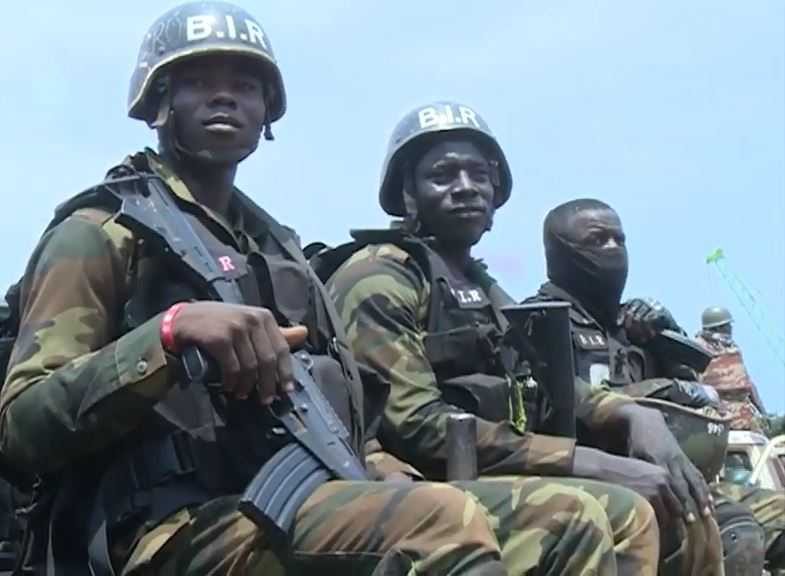
Soldats du BIR déployés à Bamenda, le 21 juillet 2019. Les fusils sont des Galil ACE israéliens.

Le 24 septembre 2019, au moins 10 militaires du BIR ont attaqué le palais de la chefferie de Bafut pendant une cérémonie, à la recherche peut⁻être de séparatistes, et se sont livrés au pillage du musée de la chefferie. La chefferie, qui est à l’épicentre du conflit qui règne dans les régions anglophones du pays (en septembre 2018, des militaires du BIR avaient déjà détruit des parties du toit de la chefferie), est inscrite depuis 2006 sur la liste indicative de sites du patrimoine mondial.